# Хиратэ, Юрина
Юрина Хиратэ (яп. 平手 友梨奈 Хиратэ Юкина, род. 25 июня 2001 года) — японская певица и актриса, бывшая участница девичьей идол-группы Keyakizaka46.

## Биография
Юрина Хиратэ родилась 25 июня 2001 года.
По состоянию на май 2017 года, она бессменно была центром первых четырёх синглов идол-группы Keyakizaka46. Причём на момент, когда она стала центром в первый раз — на выпущенном в апреле 2016 года дебютном сингле свой группы «Silent Majority» — Юрине было всего 14 лет и она была самой молодой её участницей.
В июне 2016 года состоялся актёрский дебют Юрины — в телевизионной дораме группы Keyakizaka46 «Кто убил Дайгоро Токуяму?» (яп. 徳山大五郎を誰が殺したか?). Но впервые на экранах Юрина появилась в мини-сериале «Драгонзакура» 2005 года. Особую известность певице принесла роль в фильме 2017 года «Хибики».
Второй сингл группы Keyakizaka46 (Sekai ni wa Ai Shika Nai, выпущен в августе 2016 года) включал сольную песню в исполнении Юрины (в качестве одной из его сторон «Б»).
В октябре 2016 года на шоу GirlsAward 2016 Autumn/Winter у Юрины состоялся модельный дебют.
В январе 2017 года она и её коллега по группе Рика Ватанабэ впервые появились в женском журнале о моде Larme (яп. LARME) в качестве моделей.
Выпущенный 2 марта 2017 года манга-журнал Weekly Shonen Jump №14 стал её первой сольной обложкой. В номере 16 за 2017 она сольно появилась на обложке повторно .
В марте 2017 года Юрина окончила среднюю школу (и перешла в старшую).
С 17 апреля 2017 года она стала регулярной участницей популярной радиопередачи для тинейджеров School of Lock! на Tokyo FM.
В январе 2020 года Хиратэ Юрина покинула Keyakizaka46. Своё решение она прокомментировала следующим образом: «Я решила покинуть Keyakizaka46. Я не хочу говорить об этом сейчас. Если я когда-нибудь захочу поговорить об этом, тогда поговорю».
В 2024 году стала глобальной моделью для новой RPG HYBE IM ASTRA: Knights of Veda. Она также записала и выпустила заглавную песню «Zetsubou no Megami» («Богиня отчаяния»).

## Фильмография
- «Драгонзакура» (2005)
- «Кто убил Токуяму Дайгоро»? (2016)
- «Жестокие зрители» (2017)
- «Хибики» (2018)
- «Фэйбл 2: Киллер, который не убивает» (2021)
- «Драгонзакура 2» (2021)
- «Ночь по ту сторону треугольного окна» (2021)
- «Роппонги класс» (2022)
- «Мой адвокат — сложный человек» (2023)

## Шоу, телепередачи и доп.видео
- AKB48 Show! (2013)
- Keyakizaka46 Documentary of First One Man Live (2016)
- Keyakizaka46 Debut Countdown Live (2016)
- KEYABINGO! (2016)
- Keyakitte Kakenai? (с 2015 по 2020)
- Keyaki House (2019)

## Популярность
Юрину Хиратэ в Японии называют «перерождением Момоэ Ямагути» и «шедевром бо́льшим, чем Ацуко Маэда». По мнению Dwango.jp, она стала одной из самых привлекательных японских девушек-идолов 2016 года.